# Aplocera cretica
Aplocera cretica is een vlinder uit de familie spanners (Geometridae). De wetenschappelijke naam is voor het eerst geldig gepubliceerd in 1974 door Reisser.
De soort komt voor in Europa.